# Cerro Choquecagua
Cerro Choquecagua är ett berg i Bolivia.   Det ligger i departementet La Paz, i den västra delen av landet, 400 km nordväst om huvudstaden Sucre. Toppen på Cerro Choquecagua är 4 784 meter över havet, eller 154 meter över den omgivande terrängen. Bredden vid basen är 7,9 km.
Terrängen runt Cerro Choquecagua är huvudsakligen kuperad. Runt Cerro Choquecagua är det ganska glesbefolkat, med 26 invånare per kvadratkilometer.. Närmaste större samhälle är Tiwanaku, 19,4 km norr om Cerro Choquecagua. 
Trakten runt Cerro Choquecagua består i huvudsak av gräsmarker.